# Preßwitz
Preßwitz war ein Ort im heutigen Gemeindegebiet von Hohenwarte im Landkreis Saalfeld-Rudolstadt in Thüringen, der im Hohenwarte-Stausee versunken ist.

## Geschichte
Am heutigen Stausee des Saaletals befindet sich die „Preßwitzer Spitze“, dies ist ein Forstgebiet am Lettersberg, zugleich eine Halbinsel etwa einen Kilometer Luftlinie östlich der Ortslage Hohenwarte. Sie wurde nach dem Ort Preßwitz benannt, welcher sich am Westhang des Lettersberg befand und nach dem Bau der Staumauer überflutet wurde.
Ursprünglich kommt „Preßwitz“ vom sorbischen Namen „breza“ und bedeutet „Birke“. Der Ort wurde erstmals 1125 erwähnt. Im Laufe der Zeit wurde daraus der Name „Preßwitz“. Auf älteren topographischen Karten ist der Ort  als Straßendorf dargestellt.
Die topographische Lage war für die Bewohner recht ungünstig, da sich etwa 80 Prozent der Wald-, Wiesen- und Ackerflächen des Dorfes auf dem jenseitigen Ufer der Saale befanden. Erst 1902 erhielt der Ort eine massive Brücke. Preßwitz lag bis 1918 im Leutenberger Gebiet der Oberherrschaft des Fürstentums Schwarzburg-Rudolstadt.
Für die Zwecke der Stromgewinnung, in Verbindung mit der Funktion als Trinkwasser-Reservoir und Hochwasserschutz wurde seit Anfang der 1930er Jahre ein Plan für den Bau der Saalekaskade aus mehreren Wasserkraftwerken umgesetzt. Im Jahre 1938 wurde auf Grund der bevorstehenden Flutung das Dorf evakuiert. Nach einem gemeinsamen letzten Gottesdienst verließen die noch übrig gebliebenen Bewohner Preßwitz. Seit der Überflutung ist das Wasser an der Stelle, wo sich einst Preßwitz befand, ca. 40 Meter tief.